# 초망

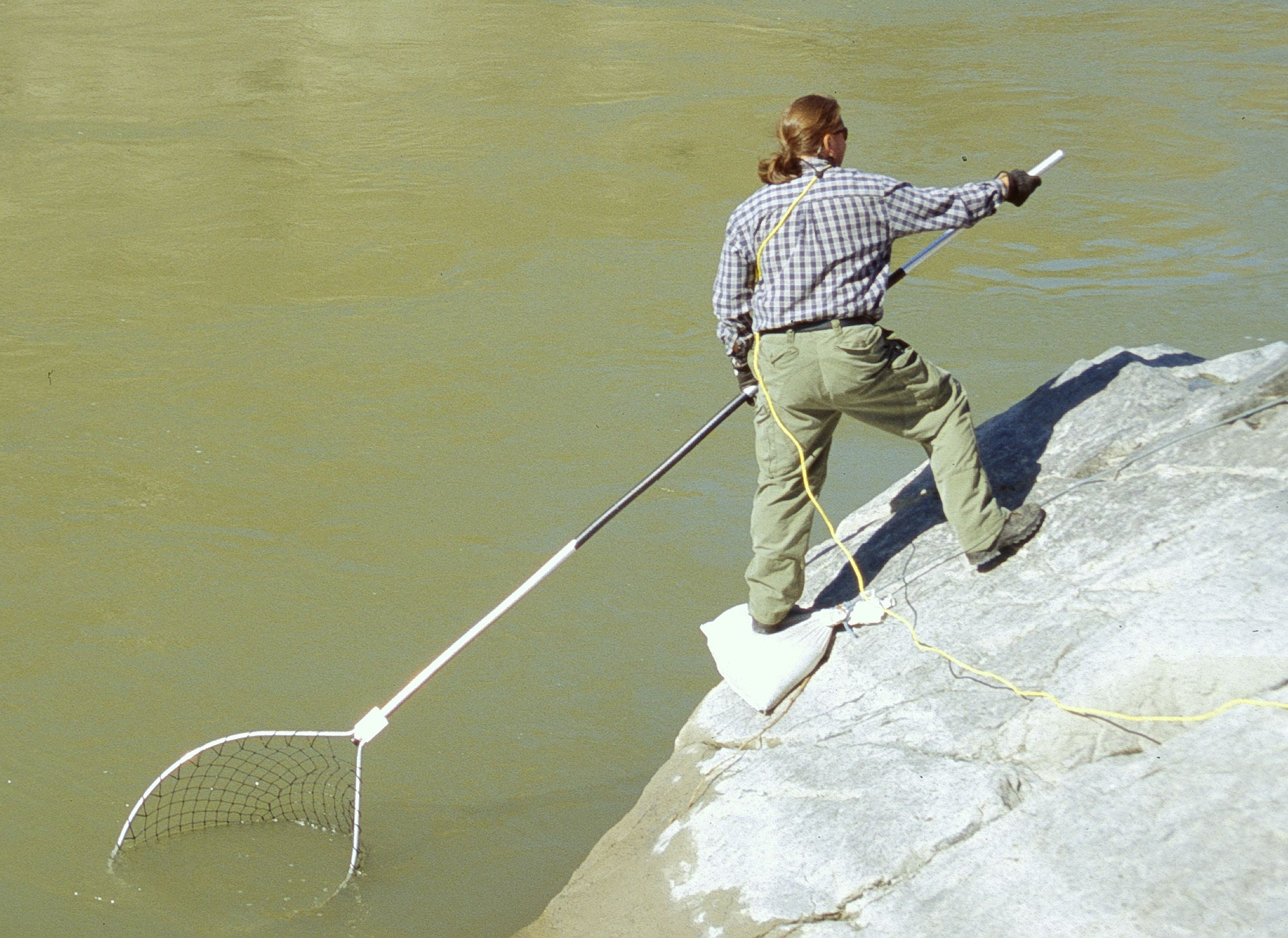
캐나다 프레이저강에서 초망으로 연어낚시를 하는 모습.

초망(抄網, scoop net) 또는 뜰채(dip net)는 잠자리채 같은 모양의 틀에 그물을 씌어 수면 근처의 물고기를 건져 잡는 어망이다. 대개 사람이 혼자 다룰 수 있을 정도로 작다.

## 같이 보기
- 투망
- 포충망